# Halina Martha Jäkel
Halina Martha Jäkel (* 21. September 1989 in Groß-Gerau) ist eine deutsche Schauspielerin und Regisseurin.

## Leben und Wirken
Jäkel wuchs auf dem Biokulturhof ihres Vaters im Odenwald auf. Sie absolvierte ein Physical Theatre-Studium – einen spartenübergreifenden Studiengang, welcher Theater, Performance und Malerei beinhaltet – an der Folkwang Universität der Künste. Sie schloss das Studium 2018 mit dem Artist Diploma ab und zog anschließend nach Berlin, wo sie heute lebt und als freie Künstlerin arbeitet. Ihre eigenen Stücke sind auch geprägt von politisch-gesellschaftlichen Themen und Debatten.
Bereits während des Studiums spielte sie in unterschiedlichen Theater-Produktionen in Düsseldorf, Bochum, Frankfurt, Stuttgart, Karlsruhe und Ramallah.
Als Gast war sie in der Spielzeit 2017/2018 regelmäßig in der Produktion Männer, die denken des Theaters Oberhausen zu sehen. Mit dem Regieabschluss der Folkwang UdK wurde sie als Schauspielerin in Die Kontrakte des Kaufmanns von Elfriede Jelinek zum Nachwuchspreis des Körber Studio Junge Regie nach Hamburg eingeladen.
Neben der schauspielerischen Arbeit entwickelt sie mit ihrer Schwester, der Tänzerin und Musikerin Hannah Jäkel,  experimentelle Musiktheater-Produktionen, die  am ZKM Karlsruhe aufgeführt wurden.

## Film- und Theaterproduktionen
- 2015: Kindl, Folkwang UdK
- 2015: Wenn ich ich sage, ausgezeichnet mit dem Publikumspreis des TheaterFilmFest[5]
- 2016: Viel Lärm um nichts (William Shakespeare), Internationales Shakespeare-Festival, Gastspiele: Essen, Ramallah[6]
- 2016: Das Produkt (Mark Ravenhill), Gastspiele in  Bochum, Essen, Frankfurt[7]
- 2016: Regenwürmer sterben nicht, Kurzfilm[8]
- 2017: Frauengold, Co-Produktion mit Mirjam Kuchinke, FFT Düsseldorf
- 2017:  Eiszeit, eigene Regiearbeit, Stückentwicklung an der Folkwang UdK, mit Hannah Jäkel (Musik/Spiel) und Johanna Büttler (Spiel)
- 2017: Lard, Duo mit Hannah Jäkel, experimentelles Musiktheater, FFT Düsseldorf, ZKM Karlsruhe
- 2017: Männer die denken (Performing Group), Theater Oberhausen[9]
- 2017: Die Kontrakte des Kaufmanns,[10] Gastspiele in Essen, Bochum, Frankfurt, Stuttgart, Teilnahme am Körber Studio Junge Regie im Thalia Theater Hamburg[11]
- 2018: Yes we tortured some Folks, (nominiert für den Folkwang-Preis 2018), Uraufführung 2018 Pina Bausch-Theater an der Folkwang UdK, Berlin-Premiere im Ballhaus Ost[12], Eröffnung des Monospektakel-Festival 2019 in Reutlingen[13]